# Хиперох
Хиперох је личност из грчке митологије.

## Етимологија
Име Хиперох има значење „надмашивање“.

## Митологија
- Био је Пријамов син, према Аполодору и Хигину.[2]
- Неки извори су наводили Хипероха као могућег Еномајевог оца, кога је имао са Стеропом.[3]
- Веровало се да су приликом најезде Гала 279. две утваре хиперборејска хероја, Хипероха и Лаодока, спасиле Делфе.[4] Трећи херој је био Пир, Ахилов син. О овоме је извештавао Паусанија.[5]